# Bier in Zwitserland

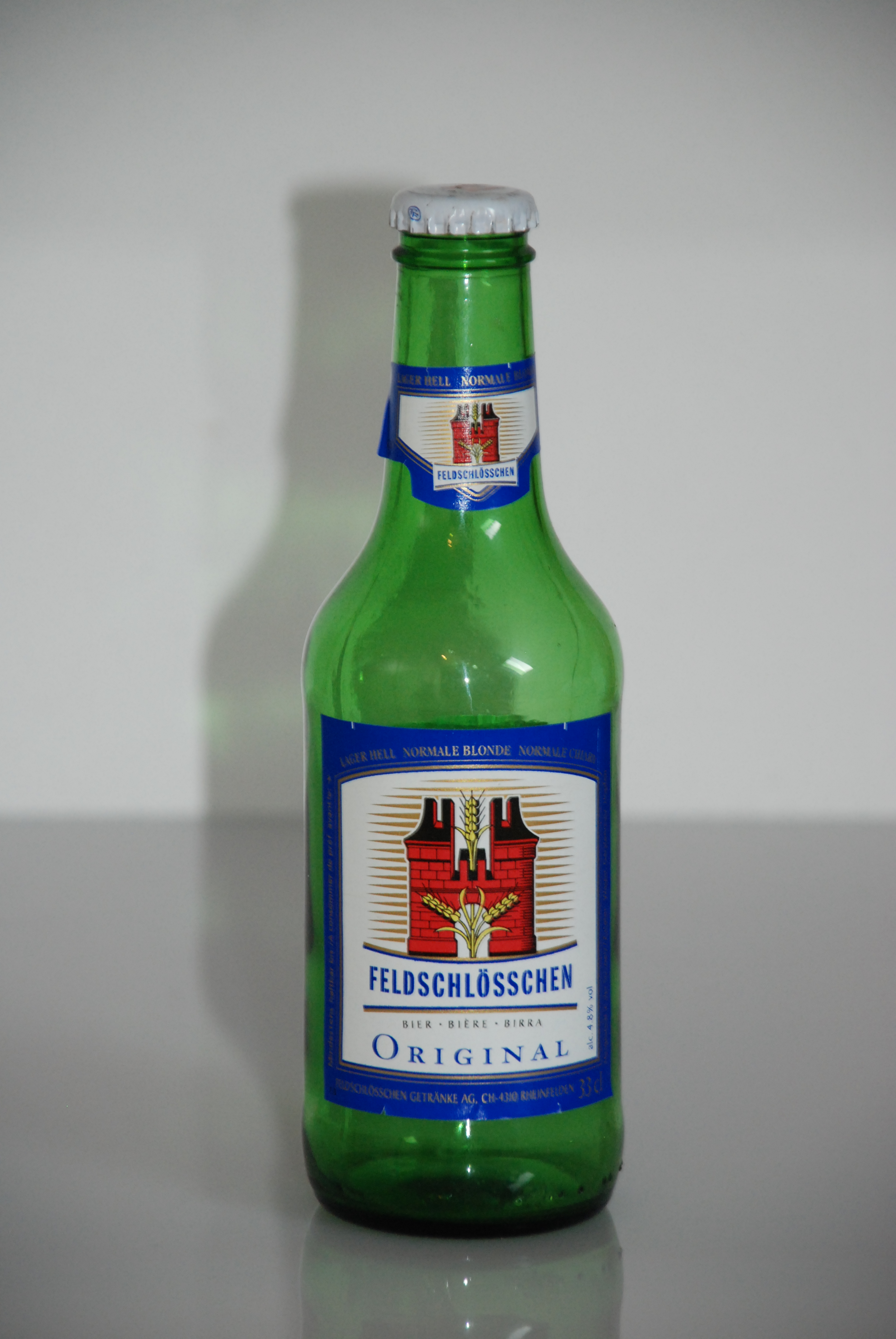
Feldschlösschen Original

Bier is in Zwitserland minder streng aan regels gebonden dan bier in Duitsland. Bieren kunnen gebrouwen worden volgens het Reinheitsgebot maar de wetgeving laat het gebruik toe van maïs en rijst met daarnaast toevoeging van maximaal 10% suiker en 20% zetmeel. De meeste Zwitserse bieren lijken op de Oostenrijkse en Beierse bieren.
De bierproductie in Zwitserland heeft nog steeds een regionaal karakter en sommige gebieden worden van bier voorzien door plaatselijke brouwerijen en microbrouwerijen. Men kan in het land twee bierproducerende regio’s onderscheiden. 
In de kantons in het westen waar voornamelijk Frans wordt gesproken wordt de bierindustrie sterk beïnvloed door de import uit België en andere Franssprekende gebieden in de wereld zoals Canada. Er is ook een Britse invloed merkbaar en er zijn microbrouwerijen die Britse biertypen produceren. 
In de Duitssprekende kantons in het oosten heerst een sterke Duitse traditie en worden er voornamelijk lagers gedronken, terwijl veel brouwerijen zich houden aan het Reinheitsgebot.
De twee grootste brouwerijen zijn Brauerei Feldschlösschen en Heineken Switzerland AG (de vroegere Calanda Haldengut Brauereien). Brauerei Feldschlösschen werd in 1876 opgericht in Rheinfelden door twee plaatselijke bewoners, Mathias Wüthrich en Theophil Roniger en werd vanaf 1898 de grootste brouwerij van het land. In 1992 fuseerde de brouwerij met concurrent Brauerei Cardinal en in 1996 met Brauerei Hürlimann. Sinds november 2000 maakt de brouwerij deel uit van de Carlsberg-groep. De Calanda Brauerei, opgericht in 1843 te Chur en de Haldengut Brauerei te Winterthur fuseerden tot de Calanda Haldengut Brauereien en werden opgekocht door Heineken waarna in 2002 de brouwerij in Winterthur gesloten werd en de productie overgebracht naar Chur. Brauerei Eichhof was tot 2008 de grootste onafhankelijke brouwerij van Zwitserland. De brouwerij werd in 1834 opgericht in Luzern door Johann Guggenbühler en heette oorspronkelijk Brauerei zum Löwengarten. Het bedrijf fuseerde in 1922 met het kleinere Luzerner Brauhaus en nam in 1937 de huidige naam aan. In 2008 kwam de brouwerij ook in handen van Heineken.

## Cijfers 2011
- Bierproductie: 3,546 miljoen hl
- Export: 79.000 hl
- Import: 1,080 miljoen hl
- Bierconsumptie: 4,626 miljoen hl
- Bierconsumptie per inwoner: 57,9 liter
- Actieve brouwerijen: 360[1]

## Brouwerijen
Enkele van de bekendste brouwerijen:
- Brauerei Feldschlösschen
- Heineken Switzerland AG
- Brauerei Eichhof
- Burgdorfer Brauerei
- Brasserie des Franches-Montagnes
- Biervision Monstein (bevindt zich op een hoogte van 1650 meter en claimt daarmee de hoogste brouwerij van Europa te zijn)
- Brauerei Locher

## Bieren
Enkele van de bekendste bieren:
- Feldschlösschen Original, het populairste bier van Zwitserland
- Feldschlösschen Hopfenperle
- Calanda
- Haldengut
- Eichhof Barbara
- Eichhof Hubertus
- Eichhof Klosterbräu
- Cardinal Original Draft
- Burgdorfer
- Vollmond Bier
- Naturperle
- L'Abbaye de Saint Bon-Chien
- COOP Tell Bier (gebrouwen bij Eichhof, Heineken Switzerland AG)